# 劳拉·麦吉尼蒂
劳拉·麦吉尼蒂（英語：Laura MacGinitie，20世纪—），美国女子赛艇运动员。她曾代表美国参加加拿大蒙特利尔举行的1984年世界赛艇锦标赛，获得女子轻量级八人单桨有舵手金牌。